# Перепис населення

Останні переписи населення станом на 2020 рік:
2014-2020
2004-2013
1994-2003
1984-1993
Починаючи з 1984 р. перепис не проводився

Перепис населення — єдиний процес збору, узагальнення, аналізу та публікації демографічних, економічних та соціальних даних про населення, що належать проживає на відповідний проміжок у країні чи на виразно відмежованій території. Як і у випадку інших переписів, по завершенню переписів населення виконується обробка та публікація зібраних даних.
ООН надає загальне визначення: Перепис означає захід, що забезпечує отримання за деякими характеристиками на основі суцільного обліку даних про чисельність і структуру населення, житла, економічних одиниць, будівель або господарств.

Переписні дані можуть бути розраховані на основі статистичних обстежень, адміністративних або інших джерел даних або використання обох варіантів. Участь в переписах є обов'язковим для всіх респондентів. Дані перепису населення є емпіричною базою для демографічної статистики.

## Загальні відомості

### Основні поняття перепису населення
Програма перепису населення — перелік відомостей, що збираються під час перепису. В переписний лист включається ряд питань, що дозволяють отримати необхідну інформацію. Наприклад, адреса, демографічні ознаки — (стать, вік, шлюб), громадянство, етнічні характеристики, релігія, освіта і т. д.
Терміновий перепис — перепис, організований в короткі терміни (від 2 до 11 днів). Для такого виду перепису характерні централізоване керівництво збором та розробкою даних, суворо обмежена ціль та мала кількість питань (1-5), а також оперативний спосіб передачі даних.

### Категорії населення, що враховуються при перепису
При проведенні переписів розрізняють три основних категорії населення: постійне, наявне та юридичне.
- Наявне населення — все населення, що на момент перепису перебуває на досліджуваній території, включаючи тимчасове населення.
- Постійне населення — населення, яке постійно проживає на досліджуваній території (терміном понад 6 місяців або 1 рік)
- Юридичне населення — населення, юридично закріплене на даній території.

### Основні принципи проведення перепису населення
1. Загальність
2. Одномоментність.
3. Єдина програма перепису.
4. Поіменність.
5. Самовизначення.
6. Конфіденційність.
7. Сувора централізація управління переписом.
8. Регулярність проведення перепису.

### Методи проведення перепису
1. опитування — при цьому методі проведення перепису переписний лист заповнюється переписувачем (лічильником, реєстратором) в процесі особистої бесіди з особою;
2. самообчислювання — переписувані самі заповнюють переписний лист, а переписувач (лічильник, реєстратор) лише перевіряє правильність його заповнення, уточнюючи пропущені чи неясні відомості. Застосовується в деяких європейських країнах;
3. змішаний (анкетний) метод (активно застосовується за кордоном, у тому числі в США) — при цьому методі анкети розсилаються переписувачам, які самі заповнюють їх і потім висилають в бюро переписів або статистичну службу. По закінченні збору заповнених анкет статслужби (бюро переписів) проводять їх звірку та направляють переписувачей за тими адресами, звідки не отримані анкети, для проведення опитування жителів. Зазвичай матеріальні витрати на проведення перепису таким чином менші, ніж при опитуванні, проте ступінь повернення заповнених анкет залишається невелика (близько 15-20 %), навіть з урахуванням значних витрат на пропаганду перепису.

### Програма перепису населення
1. адресна частина (ім'я та адреса переписуваного, ставлення до голови родини/домогосподарства);
2. програма перепису (особисті демографічні (стать, вік, шлюбний стан), соціально-економічні (рівень освіти, професія, заняття, джерела доходу, соціальний стан), етнічні (етнічна приналежність, рідна мова, володіння мовами, віросповідання/конфесійна приналежність) характеристики; питання, пов'язані з вивченням відтворення населення; питання про міграцію);
3. питання, пов'язані з іншими обстеженнями (визначаються завданнями цього конкретного перепису).

## Історичний нарис
Облік населення виник в глибокій давнині у зв'язку з податковою та військовою діяльністю держав та завданнями їх адміністративного устрою. Ще в давньоіндійських законах Ману правителями наказувалося враховувати жителів, щоб дізнатися свої сили і визначити податки. В Єгипті обліки населення проводилися, починаючи з епохи стародавнього царства (2800—2250 років до нашої ери). Є відомості про те, що облік населення вівся в Стародавньому Китаї та Стародавній Японії. На цей же час припадають відомості про проведені обліків населення в Стародавній Месопотамії.
Результати обліків населення використовувалися у військових та фіскальних цілях. За своїм характером до таких обліків населення були близькі та проведені незадовго до колонізації європейцями обліки населення в ранньофеодальних державах Америки.
В Біблії описується перепис населення, який було організовано царем Давидом (2Цар 24:1).
Відомі обліки населення в Стародавній Греції, в Аттиці, де наприкінці IV ст. до н. е. був проведений облік всіх дорослих чоловіків, і в Стародавньому Римі, де з 435 до н. е. регулярно проводились цензи.
Епізодичні обліки населення, викликані фіскальними цілями або особливими обставинами, проводилися і в ранньому Середньовіччі. Наприклад, в 1086, в Королівстві Англія за наказом Вільгельма Завойовника був проведений облік населення жителів 34 графств, результати якого отримали назву «Книга Страшного суду». У ряді міст Європи проведені обліки домогосподарств: в Нюрнберзі в 1449, Страсбурзі (1473), Цюриху (і в усьому кантоні) (1567), у Флоренції (1427–1430).
З середини XVIII ст. робляться спроби обліку населення в європейських країнах (Австрія, Баварія, Нідерланди, Данія, Іспанія), в Азії (Японія), в Америці.
В Київській Русі, Новгороді та деяких інших князівствах перепис населення для податкового обкладання вівся починаючи з другої половини XIII століття.
На Русі перший перепис населення з фіскальними цілями було проведено в 1245 році. При переході на подушний податок у 1718-му Петро I видав указ про загальний перепис населення, в якому, зокрема, говорилося: «взяти казки в усіх (дати на рік терміну), щоб правдиві принесли, скільки у кого в якому селі душ чоловічої статі…». «Казки» (списки) були зібрані через три роки і протягом трьох років перевірялися (ревізувалися). Пізніше відомості про населенна регулярно ревізувались у визначений строк, їх стали називати «Ревізькі казки» (ревізія податного населення).
Перший повноцінний перепис населення у сучасному розумінні пройшов в 1790 році в США. Перепис відбувся на виконання вимоги нещодавно прийнятої Конституції США, яка встановлювала обов'язок уряду проводити перепис не менше 1 разу на 10 років заради визначення кількісного представництва кожного штату в колегії виборщиків, тобто цей перепис не мав фіскальної спрямованості.